# Inappropriate Comedy
Inappropriate Comedy, estilizado como inAPPropriate Comedy, (en español: Comedia de inapropiados) es una película de comedia americana de 2013 dirigida por Vince Offer. Fue lanzada a la venta el 22 de marzo de 2013.
La película fue concebida originalmente como una secuela de la antología anterior, Underground Comedy (2010).

## Trama
Un tablet cargado con aplicaciones ofensivas crea caos cultural. Cuando de repente por circunstancias de la tecnología, Hitler resucita provocando la 3ª Guerra Mundial.

## Elenco
- Rob Schneider como J.D./Psicólogo
- Noelle Kenney como La Paciente.
- Adrien Brody como Flirty Harry.
- Jonathan Spencer como Ltd. O' Flanagan/Bob.
- Rick Chambers como El Capitán.
- Andrea Lwin como La Masajista.
- Da'Vone McDonald como Vondell.
- Calvin Sykes como Murphay.
- Thai Edwards como Swade.
- Chalant Phifer como Darnell.
- Ashton Jordaan Ruiz como Acquon.
- Jessie Usher como Jamal.
- Caroline Rich como Cindi.
- Michelle Rodríguez como Harriet.
- Isaac Cheung como Sushi Papa.
- Jia Perlich como Sushi Mama.
- Christopher Kosek como Hill Billy.
- Kiersten Hall como Chica Hermosa.
- Anthony Russell como El Anciano.
- Lindsay Lohan como Marilyn.
- Kenneth Mayer y Sasha Mayer como La Pareja que se Besan.
- Theo Von como El Alpanista.
- Vince Offer como Peeping Tom.
- Ari Shaffir como The Amazing Racist.
- Dante como The Racist Assistant.

## Producción
Las escenas de Lindsay Lohan fueron originalmente grabadas en 2010 para la primera parte de la película, Underground Comedy (2010), una producción que tendría bocetos recién filmadas mezclados con bocetos de la producción original de 1997, The Underground Comedy Movie.
Un tráiler de Underground Comedy (2010) fue puesto en libertad en agosto de ese año. El proyecto finalmente se expandió a una nueva película con la producción de nuevos sketches adicionales.
La película está dirigida por Vince Offer, quien también dirigió la película Underground Comedy y, entre las dos películas, se hizo más conocido por sus argumentos de venta infomercial (su producto más conocido es la toalla absorbente ShamWow).

## Recepción

### Crítica
La comedia, ha sido ampliamente criticada por los críticos especializados, siendo catalogada como una de las peores películas de comedia, desde Movie 43 (2013). Rotten Tomatoes le da a la película una calificación de 0%, basado en 5 opiniones.
Metacritic, le da una puntuación de 1%, basado en 5 críticas.

### Taquilla
La película bombardeo en la taquilla, ganando $172,000 en 275 salas de cine durante un promedio de localización de $625 en su primer fin de semana.